# Юга (река, впадает в Рыбинское водохранилище)
Юга — несудоходная река в России, протекает в Глебовском сельском поселении Рыбинского района Ярославской области, впадает в Рыбинское водохранилище, до его строительства была правым притоком Волги.
Исток реки находится между деревнями Добрино и Будихино, к северу от железной на дороги Рыбинск — Сонково. Река течёт в основном на север, по лесной, ненаселённой, местами заболоченной местности. Западнее деревни Подорожная пересекает автомобильную дорогу Рыбинск-Глебово. Устье реки находится в широком и мелком заливе в южной части Рыбинского водохранилища. Этот залив образовался при затоплении водохранилища на месте бывшей долины реки, длина которой ранее была существенно больше. Параллельно реке текут ряд безымянных ручьев, которые до затопления были её притоками. Ранее река поворачивала на восток и впадала в Волгу выше посёлка Переборы. Сейчас разлившееся старое русло реки отделяет от материка Юршинский остров, образованный возвышенностью вблизи старого устья Юги. Расположенные на острове деревни Антоново и Юршино ранее находились на левом берегу Юги, а находящаяся на противоположном южном берегу пролива деревня Свингино и деревни, предшествующие посёлку Судоверфь находились на правом берегу реки.
На территории затопленной долины реки находился Югский монастырь. О его существовании и достатке напоминает подворье Югского монастыря — памятник архитектуры, находящийся в историческом центре Рыбинска.